# Eumeta
Eumeta is een geslacht van vlinders uit de familie van de zakjesdragers (Psychidae). De wetenschappelijke naam Eumeta werd voor het eerst in 1855 gepubliceerd door Francis Walker. Hij deelde er de soorten Oiketicus cramerii Westwood, 1854 en Oiketicus templetonii Westwood, 1854 bij in. Deze laatste naam wordt nu beschouwd als een synoniem van  Dappula tertia (Templeton, 1847). Deze soorten kwamen voor in Ceylon.
Eumeta-soorten komen voor in centraal en zuidelijk Afrika en in oost- en Zuidoost-Azië van Japan tot in de Indische archipel.

## Soorten
- E. cervina Druce, 1887
- E. crameri (Westwood, 1854)
- E. hardenbergi Bourgogne, 1955
- E. mercieri Bourgogne, 1966
- E. minuscula (Butler, 1881)
- E. moddermanni (Heylaerts, 1888)
- E. ngarukensis Strand, 1909
- E. rotunda Bourgogne, 1965
- E. rougeoti Bourgogne, 1955
- E. salae Heylaerts, 1884
- E. strandi Bourgogne, 1955
- E. variegata (Snellen, 1879)